# Bevrnjići
Bevrnjići är en ort i Bosnien och Hercegovina.   Den ligger i entiteten Federationen Bosnien och Hercegovina, i den centrala delen av landet, 80 kilometer väster om huvudstaden Sarajevo. Bevrnjići ligger 626 meter över havet och antalet invånare är 197.
Terrängen runt Bevrnjići är lite bergig. Närmaste större samhälle är Bugojno, 3,3 kilometer nordost om Bevrnjići. 
I omgivningarna runt Bevrnjići växer i huvudsak blandskog. Runt Bevrnjići är det ganska tätbefolkat, med 93 invånare per kvadratkilometer.